# Križevci (Słowenia)
Križevci – wieś w Słowenii, w gminie Gornji Petrovci. W 2018 roku liczyła 365 mieszkańców.